# Cheilotrichia (Empeda) fuscocincta
Cheilotrichia (Empeda) fuscocincta is een tweevleugelige uit de familie steltmuggen (Limoniidae). De soort komt voor in het Palearctisch gebied.